# We Happy Few
『We Happy Few』（ウィー ハッピー フュー）は、Compulsion Gamesが開発し、Gearbox Publishingが販売したアクションアドベンチャーサバイバルホラーゲーム。 2016年に早期アクセス版がMicrosoft Windows向けに販売され、2018年8月に完全版がPlayStation 4、WindowsおよびXbox One向けに販売された。
一人称視点でプレイする本作はロールプレイング、サバイバル、軽いローグライク要素を組み合わせている。ゲームの舞台は第二次世界大戦で別の結末を迎えた1960年代半ばのイギリスの架空の都市「ウェリントンウェルズ」であり、プレイヤーは3人のキャラクターの1人を操作する。3人のキャラクターはそれぞれ個人的な目的の達成を試みつつ、服用者に陶酔感を与え現実から目を背けさせる幻覚剤「ジョイ」の過度の使用で社会崩壊の瀬戸際にあるディストピア都市ウェリントンウェルズからの脱出を試みる。
デベロッパーは強い物語性を持ったストーリーを作りながらも、パラノイア感のあるゲームプレイを重視し、ゲーム内での意思決定には道徳的にグレーの領域と重みがあり、ゲーム後半に影響を及ぼすようなデザインにした。ゲーム設定のデザインは、1960年代のイギリス文化のさまざまな要素に基づいており、デベロッパーのCompulsion Gamesはディストピア社会のインスピレーションを『未来世紀ブラジル』『1984』『動物農場』『華氏451度』『すばらしい新世界』そしてとりわけ『MaddAddam』三部作などから得ている。ゲームの開発は2015年のKickstarterでの資金調達キャンペーンから始まり、2018年にはMicrosoft StudiosがCompulsionを買収し、CompulsionのXbox One版開発を支援した。
発売時には、主にテーマ、ストーリー、キャラクターを中心とした賞賛が寄せられた一方で、ゲームプレイの仕組みや反復性、様々な技術的問題についての批判も寄せられるなど評価は賛否両論だった。

## ゲームプレイ
We Happy Fewは、ステルスゲームとサバイバルゲームの要素を含む一人称視点のアクションゲームである。ゲームはAct1～3に分かれており、プレイヤーは各Actでそれぞれ異なるキャラクターを操作する。各キャラクターは独自のスキルと能力、およびウェリントンウェルズからの脱出を目指す理由がある。Act1の主人公のアーサー・ヘイスティングスは武器の作成に長けたバランスの取れたキャラクターであり、Act2の主人公サリー・ボイルはスニーキングと化学調合剤の生成を得意とする。そして、Act3の主人公オリー・スターキーは強力な爆発物の作成を得意とする近接戦闘タイプの屈強な戦士である。
ゲームはプロシージャル生成で各Act開始時にゲーム世界の一部のレイアウトを生成する。各Actではプレイヤーにメインストーリーの目標が提示され、それに連なる様々なメインクエストをこなしていくことになるが、オプションのサイドクエストを完了することで追加の報酬を得ることもできる。クエストを達成すると、様々な報酬とスキルポイント（スキルツリーに割り振ることでキャラクターの性能を向上させたり、新しい能力を付与したりできる）を獲得できる
ゲーム全体を通して、プレイヤーは近接武器、アイテム、食べ物と飲み物、そして金を収集できる。アイテムはロックピックのようなゲームを進める手助けになるさまざまなツールや回復バルムのような薬を作るために使用される。食べ物は栄養の摂取や喉の渇きを満たすために使え、栄養を定期的に取り続けるとスタミナなど特定のキャラクター性能が向上する一方で、空腹や喉の渇きはキャラクターの性能に悪影響を与えてしまう。睡眠も重要な要素となっており、睡眠不足だと空腹の時と同じくキャラクターの性能が落ちてしまうため、それを回避するために、ベッドで睡眠をとる必要がある。マップの各所に存在するセーフハウスでアイテムの作成や睡眠を取れるほか、アンロックしたセーフハウス間のファストトラベルを行える。収集したお金はゲーム中にいくつか存在するアイテムを売買できるショップで使うことができる。
We Happy Fewの中心的な要素は、ウェリントンウェルズのほぼ全ての市民が服用する中毒性のある幻覚剤「ジョイ」である。プレイヤーがキャラクターにジョイを服用させた場合、彼らは色とりどりの喜びにあふれた町を見ることができ、市民から過度の注意を引くことなく町を歩くことができるが、ジョイの効果が効いている間はキャラクターの一部の能力が欠けてしまう。ジョイの効果がなくなると、町は悲惨な戦争で荒廃した状態に戻り、キャラクターの能力は元に戻るが、ウェリントンウェルズの敵である「ダウナー」と見なされてしまうため、追ってくる「ウェリントン」警察を近接攻撃で撃退するか、町のどこかに隠れてやりすごさなければならない。さらにプレイヤーキャラクターは、ジョイの離脱症状により健康と喉の渇きに影響を受ける。プレイヤーキャラクターが敵や環境から大ダメージを受けて死亡した場合、直近のチェックポイントで再開する必要がある。オプションの「完全な死」を有効にしていると、プレイヤーキャラクターが死んだ場合にゲームを最初から始めなければならない。プレイヤーはまた、ウェリントンウェルズ内の各地区の住民のタイプを考慮し、衣服やその他の外観の面で目立たないようにする必要がある。ボロボロの服を着用していた場合、たとえジョイを飲んでいても富裕地区の住民はプレイヤーキャラクターに疑いをもってしまう。

## アーケードモード
アーケードモードは1.7アップデートで追加され、「サバイバル」「夜警」「サンドボックス」の3つの新モードが追加された。メインメニューに追加された「アーケード」項目からアクセスできる。サバイバルとサンドボックスはセーブできるが（「完全な死」がオンになっていてセーブできない場合を除く）、夜警はセーブできない。

### サバイバル
サバイバルモードはゲームのサバイバル機能に重点を置いており、必要なものに気を配らなければ致命的なものとなる。プレイヤーはラインまたはツリーレイアウトで生成された小、中、大のいずれかの島の1つにスポーンする。これらの島々はガーデン地区とハムリンヴィレッジが混在している。プレイヤーは操作キャラクターとして本編の3人のうちの1人（但し本編を進めてないとアーサーしか選べず、オリーを選ぶには本編をAct3まで進める必要ある）を選べ、またゲームの難易度、完全な死のON/OFFを選べる。各島の2つの目立つ場所（目が付いた黒い円）には橋のキーカードまたはボートのコンデンサのどちらかがあり、キーカードを使用して他の島への橋のロックを解除する必要がある。プレイヤーのスコアは、生存日数とマップ上にある5つのボートコンデンサーを集めてボートハウスにあるモーターボートに取り付けてボートで逃げられたかで異なる。睡眠をとる場合、他人の家ではすぐに起こされて眠れないので島の線路アクセスハッチを見つけてその中で睡眠をとる必要がある。また、戦闘中でない場合マップ上のどこからでもこれらのハッチにファストトラベルできる。プレイヤーはマップ上の他の家や建物を探索して食料や水を見つける必要があり、怠ると餓えで死亡し（以前のセーブをロードしない限り）ゲームオーバーになる。

### 夜警
夜警モードはゲームの戦闘機能に焦点を当てており、プレイヤーはダウナーではなくジョン巡査としてプレイする。プレイヤーはランダム生成のハムリン・ヴィレッジの島にスポーンし、島の外へと繋がる橋はない。本モードはラウンド制であり、次のラウンドに進むためにはラウンドタイマーが0になるまで出現する敵を倒し続け、その後警察官のポッパーを使う必要がある。プレイヤーは、警官の警棒、警官のヘルメット、警察官の服、回復バルム×1、20ポンドを持ってスポーンする。プレイヤーは敵を排除しすることでお金（ポンド）を獲得する。ウェイストレルとダウナーは敵の中で最も弱く、敵1人あたり5ポンドしか獲得できない。ヘッドボーイ/プラウボーイは彼らよりもわずかにタフで、敵1人あたり10ポンド獲得できる。疫病のウェイストレルは通常のウェイストレルよりもわずかに危険であり、接触されることでランダムにプレイヤーに疫病を感染させる。倒した場合プレイヤーは7ポンド獲得できる。疫病のソルジャーは通常の疫病のウェイストレルよりも危険だが、倒された際にプレイヤーが12ポンド獲得できることを除いて通常の疫病のウェイストレルと特徴は同じである。ミニボスの位置づけの魔女はすべての敵の中で最も危険であり、エネルギーボールをプレイヤーに投げつけて攻撃し、当たった場合に最も大きなダメージを受けた上に流血状態になる。魔女を倒すと25ポンドと約75-85ポンドが入った魔女の宝箱を開けられる魔女の鍵を落とす。自動販売機とジョイブースはマップの各所に配置されている。
プレイヤーは武器や回復アイテム等の調達のために自動販売機にお金を使わなければならないだけでなく、時間経過でジョイメーターが低下していき、ジョイが切れてしまうとゲームオーバーになるので定期的にジョイにお金を使う必要がある。ジョイの初期価格は20ポンドであるが、価格は毎ラウンド上昇する。プレイヤーは常にブラックベリージョイを服用しているが、本編と違いお金がかかるのは、ブラックベリージョイの開発者のサリー・ボイルがウェリントンウェルズを脱出したことで生産が停止したことが原因の可能性がある。プレイヤーが敵を殺すとRageメーターが満たされていき、3人排除でRageモードに入ることができ、Rageモードがアクティブな間はスタミナが減ることはなくジョイメーターも低下しない。スパンカーはマップの周りに配置されており、近くにいる敵を感電死させてプレイヤーを支援する。

### サンドボックス
サンドボックスモードではプレイヤーはやりたいことを何でもでき、ゴールはない。プレイヤーは、高さの変動（ほぼフラット、低い丘、アマチュア）、世界のレイアウト（ライン、ツリー）、ワールドサイズ（小、中、大）、島の構成（ガーデン地区、ヴィレッジ、混合）を選べる。また、キャンペーンの3キャラクターから1人を選択し、開始時のインベントリ（スターターキット、リッチ、なし）とNPCの密度（非常に低い、低、ノーマル、高）、完全な死のON/OFFを選択できる。

## プロット
ゲームは、1933年に失業中の煉瓦工によってフランクリン・ルーズベルトが暗殺され、上院議員のヒューイ・ロングが大統領に就任するというIFの歴史を辿る。ロング政権下のアメリカは連合軍に加わらず、イギリスは単独でドイツ軍から自国を防衛しなければならなかった。そしてバトル・オブ・ブリテンで敗北し、イギリス全土がドイツ軍に占領された。ホーム・ガードの志願兵のほとんどはドイツ軍に協力し、抵抗を試みたのはほんの僅かだった。
占領中のある時点で、ウェリントンウェルズという島の町の住民は、当初は「非常に悪いこと」としか言われていないことを行ったことでドイツ軍は自発的に島を離れ、イギリス人を自由に暮らせるようにした。しかし、非常に悪いことの影響で市民は彼らの行動に大きな苦痛と罪悪感に襲われたことで新たな幻覚剤「ジョイ」の発明につながった。ジョイを服用するとすべての不幸な記憶が抑制される上、化学的に誘発された陶酔感がもたらされ、周囲が明るくなったかのように感じられる。しかし、ジョイには依存症、短期記憶喪失、食欲不振、悪夢のような幻覚、および他人から操られやすくなるという多くの負の副作用があった。
1960年代までにウェリントンウェルズの孤立はテスラスタイルの武器、持ち運べるパワーセル、自動セキュリティシステムなどの目覚ましい技術の進歩をもたらした。ウェリントンウェルズ住民（「ウェリー」と呼ばれる）は、着用者の頬骨を笑顔に成形することを目的として作成された白い「ハッピーフェイス」マスクを着用しているため、強制的に笑顔になっている。ジョイは錠剤の形で無料で分配され、都市の水道にもジョイの成分が混入している。ジョイの消費を促進するためにメディアは厳重に統制されており、市のテレビやラジオではフレンドリーなMCのジャック・ワーシング（通称：ジャックおじさん）による政府のプロパガンダが放送されている。
一部のウェリーは不運にも質の悪いジョイのバッチを服用したことでジョイに対する免疫を持つようになり、その後非常に悪いことを思い出し鬱になったり正気を失ったりしていった。これらの人々はウェリントンウェルズから追われ、「ウェイストレル」として知られるようになった。また、ジョイの服用を拒否する者は「ダウナー」として脅威と見なされている。ダウナーが捕まった場合、強制的にジョイを飲まされるか、ジョイドクターに連れて行かれて命にかかわる可能性のあるジョイの液体注射を受けさせられるか、その場で殺されてしまう。その結果、ウェリントンウェルズは崩壊寸前のディストピア警察国家になった。

### 物語
このゲームは、3人のプレイアブルキャラクターが登場し、それぞれの物語はゲーム全体で交差する。
アーサーの物語：アーサー・ヘイスティングス（アレックス・ウィンダム）は、ウェリントンウェルズの「アーカイブ、印刷、リサイクル」省で古いニュース記事を承認または編集する検閲官として働いていた。勤務中にアーサーは第二次世界大戦後の彼と兄のパーシー（ブラッドリー・ヘンダーソン）のニュースの切り抜き記事に出くわした。この時点でジョイを飲む（ゲームが終了する）か、パーシーを思い出したいために飲むのを拒否できる。後者を選んだ場合、その後アーサーは上司のビクトリア・ビング（キャサリン・キングスリー）と一緒にオフィスのパーティーに参加し、ジョイで幻覚を起こしているビクトリアと同僚がキャンディーで一杯のピニャータと思ってネズミを食べる光景をぞっとする思いで見ていた。その後、アーサーがジョイを飲んでないことに気付いたビクトリアから差し出されたジョイを受け取らなかったことで「ダウナー」と呼ばれ、駆け付けた警察から追われた末にウェイストレルが住むガーデン地区に到着する。アーサーはウェリントンウェルズを脱出し、パーシーを見つけることを決意する。
アーサーはさまざまな人物の助けを借りてガーデン地区を進み、途中である真実を明らかにする。「非常に悪いこと」は、ウェリントンウェルズの住民が自由と引き換えに13歳未満のすべての子供たちをドイツ人に引き渡したことであった。アーサーは住民を屈服させるために用いられたドイツ軍の戦車は張り子であることを偶然知り、恐怖心から従っていた住民達は実はドイツに抵抗できたはずだったと考えた。彼はまた、ウェリントンウェルズが徐々に崩壊していることを知る。市のインフラの機能不全となりつつあるばかりか、未知の病気の広がりやジョイの効果の低下など様々な問題が都市で起きており、科学者でハワース研究所所長のアントン・ヴァーロック（Michael Shaeffer）は大衆にロボトミーを施し、恒久的な陶酔状態に保つための新バージョンのジョイを研究していた。やがて、アーサーはウェリントンウェルズから本土に続く鉄道橋に到着し、ウェリントンウェルズの子供たちがドイツ行きの運命の列車に乗る前に、自分の身分証明書（12歳と記載）をパーシー（13歳になったばかり）のものと交換し、自分が助かるために兄を犠牲にしたことを思い出す。
サリーの物語： ジョイの新ブランド「ブラックベリージョイ」の開発者であるサリー・ボイル（シャーロット・ホープ）は、アントン・ヴァーロックによってハワース研究所から追い出された後、自宅の研究室で実験化学者として働いていた。サリーは警察から彼らに彼女のジョイを供給するよう脅され、新たなジョイを作るための新材料を求めて街を探し回らなければならなくなった。
サリーはまた、ウェリントンウェルズで15年ぶりに生まれた赤ちゃん「グウェン」の母親でもある（父親はヴァーロック）。グウェンがはしかにかかると、サリーは幼なじみのアーサーにタラ肝油のボトルを探すように頼む。（タラ肝油がグウェンのためであることを知らない）アーサーは、サリーの最大の後ろ盾であり、断続的な恋人であるロバート・ビング将軍（スティーブン・ボクサー）から通行証を貰って自分に渡すことを条件にタラ肝油を探すことに同意する。サリーは最終的に彼女の母親が彼女と彼女の姉妹がドイツへと連れていかれそうになった時家族を毒殺し、サリーがただ一人の生き残りとなったことを思い出す。アーサーはタラ肝油を届け、サリーと共に脱出することを考えていたが、彼女が彼にグウェンについて話したとき、彼は考えを変えて彼女の元から去った。
グウェンと一緒にウェリントンウェルズから逃げることを決意したサリーは、軍事基地の近くに隠されたビング将軍の個人用モーターボートを盗むことを計画した。彼女はヘレン・ファラデー博士（サマンサ・リー）にボート用の新エンジンを作ってもらったが、鍵を盗むことに失敗し睡眠ダーツのトラップによって気を失った。目覚めた彼女はビング将軍と一緒に彼のセーフルームにいることに気づいた。ビングはグウェンを本土に送る一方で、ウェリントンウェルズの問題が解決するまでサリーを閉じ込めておくつもりだった。サリーは拒絶してビングと戦い、ボートの鍵を取って彼をセーフルームの中に閉じ込めた。夜になってサリーはグウェンを連れてボートに忍び込み、ウェリントンウェルズから脱出する。
オリーの物語： オリー・スターキー（Allan James Cooke）はイギリス陸軍の元兵士であり、ガーデン地区の要塞化された隠れ家に世捨て人として住んでいた。彼の唯一の同伴者は、何年も前の「非常に悪いこと」の最中に殺された娘のマーガレット（エロイズ・ウェッブ）の話す幻影であった。
アーサーの旅を手伝い、隠れ家をウェイストレルに破壊された後、彼の元指揮官のビング将軍に会いに戦勝キャンプに潜入し、彼にアーサーが発見した張り子の戦車について知らせる。ビングは戦車について以前から知っていたが、反乱を避けるために黙っていたことを明らかにした。彼はまた当時ビングの従卒だったオリーも戦車の真実について知っていたことを明かすも、そのことを思い出せないオリーはビングの娘ビクトリアに協力してもらうためにその場を出発する。オリーは彼女を捕らえて彼女のジョイを取り上げ、彼女が「非常に悪いこと」の間にドイツ人を助けたことを思い出させた。どちらも街の本当の歴史を知っており、オリーはまた、街の食べ物が枯渇していることを彼女に知らせ、人々を救うために彼がこれらの真実を明らかにするのを手伝うよう彼女に懇願する。ビクトリアは同意するが、オリーが彼女を解放すると彼を攻撃して逃走する。
最終的にウェリントンウェルズのフレンドリーな有名宣伝者ジャックおじさん（ジュリアン・ケイシー）と対峙することにしたオリーは市庁舎上階にある彼の放送スタジオに潜入したが、ジャックはいなかった。しかし、スタジオには放送されていないジャックの最後のテープが残されており、そのテープを再生するとジャックが都市の悲惨な状況に気づき、そして彼の娘のマーガレットを思い出して正気を失いつつある様子が映されていた。オリーはついにマーガレットが実際にはジャックの娘であったことに気づく。ジャックは彼女をドイツ人から隠そうとしたが、オリー（彼らの隣人であり、ジャックがドイツの協力者であることを憎んでいた）は彼らに彼女の居場所を知らせ、彼女は逃げようとして撃たれた。罪悪感に苛まれた彼は、1年前にサリー・ボイルに彼の記憶を奪うための薬を作ってもらっていた。オリーは未発表のテープを街に放送し、住民を目覚めさせる。その後、マーガレットに別れを告げ、組み立てた熱気球に乗ってウェリントンウェルズを離れていった。
サリーとオリーの章が完了した後のエピローグでは、プレイヤーはアーサーの2つのエンディング（1.ウェリントンウェルズを出発して本土でパーシーを探し続ける。2.ジョイを服用してウェリントンウェルズの無知な大衆に再び加わる）のどちらかを選択できる

## ダウンロードコンテンツ
ゲームのダウンロードコンテンツ（DLC）は、本編の主人公達の旅の前、最中または後の一部のウェリーが主人公のストーリーである。
They Came From Below - 最初のDLCでは、恋愛関係にある2人の雑役夫ロジャー・ベーコンとジェームズ・マクスウェルが邪悪なロボットが跋扈する地下施設で上司のファラデー博士（ウェリントンウェルズのテクノロジーを開発した人物）を探す。プレイヤー（ロジャー）は、敵を倒したり特別なボタンを操作したりできる未来的な光線銃、戦闘用のメイス（光線銃を持ち替えたもの）、物体や地形を動かせる衛星デバイス（アーサーの物語で登場する）、時を遅くして高速で動くオブジェクトを通過したり攻撃を回避できるストップウォッチとして機能する「時計ボム」といった新たなアイテムを入手する。
物語は、ロジャーがファラデーのための買い物に出かけるところから始まり、買い物を済ませたロジャーが家に戻るとファラデー博士の研究室が荒廃しており、ポータルに落ちて消滅するファラデーを目撃する。彼はすぐに気絶していたジェームズを起こし、2人をファラデーの捜索に駆り立てた。ロジャーとジェームズは、階段の下にある隠されたシェルターに通ずるハッチを発見した後、ファラデーの声で話す敵対的なロボットが住むファラデーの研究室の下にある巨大な施設を発見した。ロジャーは施設を通り抜け、ジェームズは図面を使ってファラデーを見つけてロボットの脅威を阻止しようと無線で彼を導く。ロジャーはロボットとモティレーン（都市の動力源）は宇宙からのものであること、2種類のロボットが存在し、それぞれが独自の言語を持っていること、ロボットが感情を持っていることなどロボットの起源についての手がかりを見つける。その後、彼は友好的な（分解された）ロボット「ワトソン」に出会い、ワトソンはウェリントンウェルズの食料が枯渇しつつある中でも誰も耕作を行っていないため、ファラデー博士はロボットを誘拐し、奴隷にするために再プログラミングしていることを明かした。ロジャーはファラデーの救出とロボットを助けることの両方を目指すが、ジェームズは未だにファラデーが人類のために何かをしていると考えており、ロジャーへの信頼が薄れていった。ロジャーは再プログラミングチェンバーを破壊したことで、ファラデーは彼を脅威と見なし、ロボットのポータルを破壊することにした。ポータルチャンバーに行こうとするロジャーをジェームズが止め、口論の末に殴り合いになった。ロジャーは彼を気絶させ、ポータルの入り口にあるセキュリティシステムを有効にした。ファラデーは巨大なロボット監督者の女性校長を制御して、彼の干渉を阻止しようとする。ジェームズは考えを変え、彼女を倒そうとするロジャーを手助けした。戦闘の末に女性校長は破壊され、ワトソンと数体のロボットが彼らに会い、2人を祝福し、ファラデーを「再プログラム」するために連れて帰った。ロジャー一緒に行きたいと頼み、ワトソンは容認するが、家に帰りたい場合、ポータルはまた別の機会に開くことをロジャーに知らせる。その後、ロジャーはジェームズを連れていくかを選べ、ジェームズを連れていく場合、2人の男はキスをして一緒にポータルへと歩いていく。彼がジェームズを置いて行くことに決めた場合、彼はジェームズに別れを告げ、また会いたいと言う。
Lightbearer - 2番目のDLCではウェリントンウェルズのロックスター、ニック・ライトベアラー（本名ノーバート・ピクルス）が主人公となる。ある朝ホテルの自室で目を覚ましたニックは元マネージャーのバージルの声で話すネズミの幻覚を見る。ニックの服は血で染まっていて、ここに至るまでの出来事を思い出すことができなかった。このDLCの物語でニックは（文字通り「彼の一部」が欲しいという点で彼を愛する狂暴なウェリントンウェルズの）ファン達から襲われることになるが、戦士ではなくロッカーのニックは武器を使うことはなく、音楽の力で熱狂的なファンをかわしていく。ニックは地図を持っていない代わりに金色のニックの全身像の前でギターを弾くと、像が動いて彼の現在の目的地を指し示す。
ニックは血まみれのホテルの部屋で目を覚まし、元マネージャーのバージルであると主張するネズミからアドバイスを受けた。ニックはバージルのアドバイスに従ってホテルから逃げ出し、博物館に改築された彼の旧家へと戻る。幻覚で元妻のペチュニアと戦った後、ニックはバージルから昨夜の出来事を思い出すように指示された。ニックは彼が歌詞の形で出来事の記録を書き留めたことに気づき、記憶を呼び起こすために音楽にあわせてそれを再生した。本物のバージルが殺害されていることを示す不穏な夢を見た後、ニックは何もなかったかのようにホテルの部屋で目を覚ます。すべてを理解しようとバーに向かうと、自分のバンドからクビにしたピアニスト、モリー・メメントに出くわす。ニックはモリーのある曲に聞き覚えがあることに気付き、フルバージョンを聞くために奪われたモリーのピアノチューナーを取り戻した。モリーは最初に屋上からこの曲がハミングされていたのを耳にしたと明らかにしたため、ニックは屋上の調査に向かったところ彼が昨夜会った音楽ショップの店主の遺体を発見した。これが音楽ショップの店主が殺害される新たな鮮明なビジョンを引き起こし、ニックはホテルの部屋で目を覚ます。しかし今度は女性の死体が隣にあった。ニックは彼がバージルや他の多くの人々を殺害したと信じるようになり、ついには悪名高いシリアルキラーのフォギー・ジャックから罵倒される鮮明な幻覚を見始めるようになるが、フォギー・ジャックが自分がバージルや多くのニックのファンを殺害したと明かしたことで、自分が犯人じゃないと安心したニックはフォギー・ジャックとの戦いに臨み、彼を倒した。そしてフォギー・ジャックは警察に確保され、ニックはファンのためにコンサートを行った。
We All Fall Down - 最後のDLCストーリーは、アーサーの元上司でサリーの顧客でもあるロバート・ビング将軍の娘ビクトリア・ビングが主人公となる。ビクトリアはオリーの拘束を逃れた後、ジョイの離脱症状とウェリントンウェルズの法と秩序の崩壊に対処しなければならない。彼女が装備する鞭は攻撃だけでなくより高い所に昇るためのツールとしても使える（鞭を引っ掛けられるオブジェクトがある場合に限る）。彼女はまた、敵を静かに倒し、セキュリティ防御システムを無効化できるダーツガンを所持する（ダーツガンは中盤で入手できる）。
オリーの拘束から脱出して鞭を手に入れた後、ビクトリアは町へと戻った。しかし、拘束中にジョイを服用できなかったことでジョイの効果が切れ始めており、ウェリントンウェルズの市民が知らず知らずのうちに飢饉と疫病に苦しんでいることがはっきりと見えるようになっていた。彼女はまた、どのように進めばいいのか彼女にアドバイスする母親の幻影を見始める。ビクトリアは町の問題について話すために父親のビング将軍と会い、将軍は彼女に対し、ジョイを再び服用することと、ハワース研究所でジョイの恒久的な代替品に取り組むヴァーロック博士を訪ねるように指示する。しかし、ハワース研究所では研究所の労働者によるストライキが起こっており、彼らはヴァーロックを研究所の指導的役割から罷免し、その地位に元スタッフのサリー・ボイルを据えるように要求していた。ストライキの鎮圧を助けた後、ビクトリアはヴァーロック博士と対面するが、ヴァーロックには恒久的な解決策がなく、彼が住民を「持続可能な」レベルまで死なせようとしていることに気づいた彼女は、町のジョイの供給を遮断して住民をドラッグから引き離すことを決意した。これらを達成するために、彼女は町全体にジョイを分配するジョイ分配機と水処理プラントの両方を破壊した。ジョイの供給は止まったが彼女は逮捕されてしまい、刑務所に投獄される。独房で彼女は母親がインドのイギリスからの独立を支援したためにインドで収監されたことを思い起こす。ビング将軍は彼女の脱獄を手伝い、大量の物資と脱出船を備蓄している彼のセーフハウスについて知らせる。父親の臆病さと町を見捨てようとする意思にショックを受けたビクトリアは父親の申し出を拒否し、町を救うことを決意する。すべてのジョイの生産を永久に停止するために、彼女はハワース研究所を爆弾を仕掛け、爆発で崩壊する研究所から間一髪で脱出した。ジョイ供給システムの破壊に加え、ジャックおじさんの最後のテープが放送されたことで、激怒した市民が殺し合いウェリントンウェルズ全体が完全な無政府状態になった。ビクトリアはその後、町の破壊について彼女を非難し、町を去ることを決心した生存者のグループに遭遇する。救った人々が自分を憎むようになったことを悲しみつつ次に何をするか思案するビクトリアに対し、母親の幻影はインドに戻ってまだ生きているかもしれない現実の母親を見つけることを提案する。

## 開発
We Happy Fewは、2013年のゲーム『Contrast』に続くCompulsion Gamesの2作目のゲームである。 Unreal Engine 4でつくられたこのゲーム では、Contrastの時と比べて開発スタッフが3倍に増加した。『We Happy Few』のいくつかのインスピレーションは、Contrastの出荷3週間前にスタジオの創業者でプロデューサーのGuillaume Provostが父親の死に直面した際に得られたという。この間、彼は自分の生活の状態を振り返り、精神的苦痛の中でWe Happy Fewの複数のアイデア、特にドラッグとマスクに固執する社会のアイデアを思いついた。Provostはこれを彼のクリエイティブチームに提示し、チームはこれを発展させる可能性を感じた。ナラティブディレクターのアレックス・エプスタインは、考えられる全ての病気に処方薬があるという『私は「うつ依存症」の女』に似たアイディアを検討した。ゲームのタイトルは『ヘンリー五世』の聖クリスピンの祭日の演説に由来する：

And Crispin Crispian shall ne'er go by,

From this day to the ending of the world,

But we in it shall be rememberèd—

We few, we happy few, we band of brothers
—ウィリアム・シェイクスピア、『ヘンリー五世』
物語的には、1960年代の子供がいない孤立したイギリスの町で、皆がマスクを着用してドラッグを服用するというゲームの設定は早くから確立されていた。彼らはそれを起点として町の歴史を第二次世界大戦の出来事に結び付けて作り上げていき、町全体の罪だけでなくキャラクター自身にも過去の罪があることを認めた。本作の開発において、Compulsion Gamesは道徳的にグレーゾーンでとるべき行動を決める際にプレイヤーにパラノイアを感じてもらいたいと考え、プレイヤーの行動に応じて「知的な反応を提供し、（プレイヤーの）不信の停止を維持するシミュレーション」を作成することを望んでいた。これにより、完全な死やプロシージャル生成の世界など、軽いローグライク要素が使用されるようになった。完全な死は、あらゆる行動がゲームオーバーにつながり得ることを知っているプレーヤーに危機感を与える試みとして追加され、ランダムな生成は、プレイヤーが毎回町のレイアウトを再学習しなければならないため緊張を生み出す。Provostはこのコンセプトをサバイバルゲームの『Don't Starve』に例えているが、本作は3Dディストピアの世界を舞台にしている。
Compulsionは5人のスタジオでは高品質のコンテンツを大量に開発する人材が不足していることを認識していたため、『Contrast』の開発時とは異なりプロシージャル生成が用いられることになった。彼らはこの課題とこれまでのゲームでは行われてこなかった難題の両方に対処するために町のランダム生成を使用することにした。ジョイはプレイヤーにとって必要悪と見なされており、キャラクターに薬を飲ませることでプレイヤーはトラブルから抜け出し、攻撃を恐れずに探索できるなどの短期的な利益を享受できるが、ジョイが切れてしまうと長期的にはマイナスの影響を受ける。Provostは、完全な死のシステムでは、プレイヤーは服用後の結果を承知の上で現在のゲームを維持する（＝死なない）ためにジョイを使用する検討を重ねる必要があると考えた。

### 影響
Compulsion Gamesはモントリオールを拠点とするカナダのスタジオであるが、スタッフの多くはイギリスのテレビや映画に魅了されており、『We Happy Few』に大きな影響を与えている。彼らは1960年代のイギリスの設定はゲームとコンセプトに理想的であると判断しており、CompulsionのCOOであるサム・アボットによると、これは「将来についての多くの執拗な楽観論がある一方で、同時に当時の社会に存在していた多くの実際の問題を無視していた素晴らしい時期」であった。ディストピア系のフィクション作品からは一般的な影響を受けている。Provostは1985年のディストピア映画『未来世紀ブラジル』から主に影響を受けていると述べた。他に影響を受けた作品にプリズナーNo.6』『時計じかけのオレンジ』『すばらしい新世界』『Vフォー・ヴェンデッタ』『ドクター・フー』があり、モンティ・パイソンのユーモアと『欲望』がゲームの美学に影響を与えた。Provostを含む一部のCompulsionチームは、同じくディストピアの世界を舞台にした『Half-Life』シリーズのエピソードを密かに開発していた時期にArkane Studiosに所属し、We Happy Fewに持ち込まれた。
Provostは、市民がユートピアにいるという信念と、見えない部分の暗い現実がディストピアフィクションの「基礎」を形成したと感じている。Provostによれば、ウェリントン住民がマスクを着用するという考えは、『Vフォー・ヴェンデッタ』では抵抗の証であったガイ・フォークスのマスクとは逆に、着用者に常に笑顔でいることを強いる「心理的抑圧の象徴」と考えていた。
We Happy Fewはコンピュータゲームシリーズの『BioShock』『Fallout』『Don't Starve』 と、小説の『すばらしい新世界』と『1984』を掛け合わせたものであると言われている。主人公もこれらの作品の融合として見られており、アーサーは『1984』のウィンストン・スミスと『未来世紀ブラジル』のサム・ローリーのミックス、ジャックおじさんは『バットマン』のジャック・ニコルソンが演じるジョーカーと『Vフォー・ヴェンデッタ』のルイス・プロテロのミックスとして見られている。デベロッパーは、世間の目ではBioShockとの区別は難しいとコメントし、Provostはこの比較は「お世辞でも嬉しい」としながらも、BioShockが決して「主要な影響を与えた」作品ではないと主張した。アレックス・エプスタインは物語の背後にある意味は「We Happy Fewは特に、錠剤を飲んで治せれば誰も悲しむ必要はないという考えの処方薬文化からインスピレーションを得ている。また、皆を落ち込ませるため悪いニュースをシェアする人は誰もいないというFacebookのハッピー文化にも影響を受けている。文化として、私たちはもはや悲しみを大切にしていない」と述べたと伝えられている。

### 発表と開発
We Happy Fewは2015年2月26日に発表され、PAX East 2015で一般公開され、参加者はプロジェクトのごく初期のバージョンを実際に体験することができた。2015年6月、Compulsion Gamesはゲームの開発資金の調達を目的としたKickstarterキャンペーンを成功させ、目標の20万ドルを上回る26万6163ドルを調達した。これらの支援者のうち約2,000人が、5人のCompulsionの専用プレイテストチームと一緒にゲームのアルファ版テストに参加するレベルの支援を行ったが、Compulsionは、ランダムに生成された世界の中で物語の要素をどのように取り入れるかを知るのに十分なフィードバックが提供されなかったことを理解した。代わりに、より多くのフィードバックを得るためにCompulsionはゲームをプレイ可能な早期アクセス版として、Xbox Game PreviewプログラムとMicrosoft Windows向けのいくつかのデジタルストアで販売した。早期アクセスを使用すると選択した理由の一つに、2016年8月に発売された『No Man's Sky』で発生した潜在的な危険性を避けたいと考えて、ゲームが実際にどうなるかについての透明性を提供するためであった。Compulsionは多くの人が小規模のチームにAAAのゲーム体験を期待していること分かったため、We Happy FewにおけるCompulsionの目標をプレイヤーに明確にしたいと考えていた。
早期アクセス期間の開発中に直面した問題の1つは、We Happy Fewがどんなものになるかとの期待値を管理することだった。Compulsionが最初に公開した予告映像と、プレイキャラクターのアーサーを紹介する短い物語のシーケンスを備えた早期アクセス版は、ゲームが直線的な物語を持つ一人称アクションアドベンチャーゲームであるという印象を与えた。これらの初期バージョンは、 Irrational GamesがAAA予算で開発した強力な物語を備えた一人称シューティングゲームであり、Compulsionが開発しようとしていたゲームのクラスをはるかに超えた『BioShock』と頻繁に比較された。Compulsionは、繰り返しプレイを想定したわずか3〜4時間でクリアできる軽い物語性のあるローグライクサバイバルゲームの開発を目指していたと主張した。Compulsionは、強力な物語がないゲームで早期アクセスがうまく機能していることを認識していたため、早期アクセス期間の初期開発をサバイバル要素に集中させ、開発の後半までストーリーの全容を明らかにしたくなかったため物語の開発を後回しにすることを計画した。Compulsionはまた、ストーリー要素がゲームの最終版でストーリー要素が追加されることをプレイヤーに納得させるのが難しいと考えていた。
Compulsionは早期アクセスのプレイヤーがゲームのサバイバルやローグライクのメカニズムよりもゲームのストーリーにはるかに興味を持っていることを知った。ある時点で、スタジオはサバイバル要素を削除してアクションアドベンチャーのみにしようとしたが、ウェリントンウェルズは資源の減少により崩壊寸前の社会であることが意図されていたため、これが作品のバランスと趣に影響を与えていると感じていた。代わりにサバイバルゲームの基本要素のいくつかを追加し、栄養や休息などの要素は満たされている場合はキャラクターにバフがかかり、そうでない場合はデバフがかかるが、死亡することはない。完全な死の要素は削除され、ハードコアゲーマー用のオプションとして作られた。ゲームの制作が続くにつれ、Compulsionが新しいスタッフの新人研修を行ったことからいくつかの問題が発生した。Provostによれば、これらの新しい開発者がゲームを究極的に改善したが、彼らの最初の貢献はゲームの方向性を変え、開発プロセスを不安定にした。Provostは回顧的に、物語性とプロシージャル生成要素の組み合わせは「意味がない」ため、物語性をより重視していた場合、プロシージャル生成要素を削除した可能性が高いと述べている。
Compulsionはまた、ユニークなキャラクターとのストーリーでの出会いや、プロシージャル生成された世界で起こるレベルスペースの制作により注力した。プレイヤーからのフィードバックは、ゲームの短い形式をサポートするために作成したユニークなキャラクターについて肯定的であったため、Compulsionは彼らが伝えたかったストーリーの他の側面からは離れたツールとして更なるユニークなキャラクターのバックグラウンドやストーリーの制作により多くの時間を費やす必要があった。彼らはまた、これらのバックストーリーのいくつかを説明するのに役立つ新たな映画を作る時間がほとんどなく、代わりにキャラクターを肉付けするのに録音音声に頼っていた。物語ディレクターのアレックス・エプスタインは、変更を加えるための追加の時間がゲームをよりまとまりのあるものにするのに役立ったと感じ、メインストーリーとプロシージャルに生成された様々なサイドストーリ－が、異なるピースではなく完全に単一のゲームの一部になっているように感じたという。コミュニティマネージャーのNaila Hadjasは、これらの変更でゲーム全体の長さは約20時間になると見込んでいるが、プロシージャル生成面、さまざまなプレイキャラクター、難易度モードを通じてリプレイ性を提供していると述べている。
2018年1月、Compulsionはゲームが「コンテンツとして完成」したものの、ゲームをさらなる磨きをかける必要があるとして発売を2018年半ばに延期した。この動きは、早期アクセス版の購入者に定期的なアップデートを提供する必要性を回避するためでもあり、ファンからの外圧を受けることなくゲームを完成できるようにすることも目的としていた。これに加えて、早期アクセス版の50.99ドル（2017年8月に29.99ドルから21ドル値上げ）という価格設定が早期アクセス中のタイトルへの対価としては不相応に高いとのコミュニティからの苦情を受けて、2018年1月末で早期アクセス版の販売を一時停止し、購入済のプレイヤーにはプレイ時間を問わず返金に応じることを発表した。

### プロモーションとリリース
マイクロソフトは『We happy Few』を支援するCompulsion Gamesの主要な支援者であり、Xbox Oneでのコンソール版発売につながった。マイクロソフトは2015年8月のゲームズコム、E3 2016及びE3 2018での記者会見で同作を発表した。E3 2018のプレゼンテーションでは、Microsoft Studiosが社内スタジオの一部としてCompulsion Gamesを買収したことも併せて発表された。
2017年8月、Compulsion Gamesは同作を小売向けタイトルへと発展させるためGearbox Softwareと資金面で提携したことを明らかにし、2018年4月13日の発売を予定していた。CompulsionのProvostは、Gearboxのランディー・ピッチフォードを『Contrast』の発売前から知っていたとし、Contrastのビジュアルスタイルはピッチフォードの注目を集めていたが、当時のスタジオにはパブリッシング部門は存在しなかった。マイクロソフトが同社の報道機関向けイベントでWe Happy Fewを発表したE3 2016までに、Gearboxはスティーブ・ギブソンが率いるパブリッシング部門「Gearbox Publishing」を運営していた。ギブソンも『We Happy Few』が提供するものに興味を持ち、ゲームの資金提供とパブリッシングの機会について話し合うためにCompulsionをオフィスに招待した。Gearboxの資金提供によりCompulsionはチームを4倍に拡大し、ゲームの規模と物語を拡大した。Gearboxの支援により、CompulsionはPlayStation 4用『We Happy Few』を開発でき、Gearboxはすべてのプラットフォームに製品版を販売する予定であったが、マイクロソフトによるCompulsion買収はこのパブリッシング契約に影響を与えなかった。ただし、Compulsionはゲームの規模が拡大したため、ゲームの販売価格が30ドルから60ドルに引き上げられ、Kickstarterでの支援者や早期アクセス版の購入者にはゲーム本編と一部のダウンロードコンテンツ（DLC）を無料提供すると述べた。CompulsionはGearboxの支援により、リリース後に開発されるDLCのシーズンパスを販売する予定である。CompulsionのコミュニティマネージャーであるNadia Hadjasは、MicrosoftもGearboxもゲームを監督していないため、Compulsionが自分達の目標とコミュニティのフィードバックに基づいてタイトルを開発できたと述べた。
2018年5月、オーストラリア等級審査委員会は、本作に同機関が許容する以上の表現が含まれているため、対象年齢を決定できないことを意味する「RC（Refused Classfication、分類拒否）」とし、輸入販売も含めたオーストラリア国内での本作の販売が禁止された。委員会は本作の分類拒否に関するプレスリリースの中で、ゲーム内でのドラッグの使用が報酬やなんらかの動機に結びつく形で表現されている場合、年齢区分が最も高い「R18+」（18歳以上対象）であったとしても、一切認められない禁止表現に指定されており、本作のドラッグの服用によってゲームの難易度を下げることができるのは、その報酬や動機に相当すると説明している Compulsion Gamesは委員会の裁定に異議を唱え、ゲームをレーティングを適切なものにするために委員会と協力していると述べ、ジョイの使用はゲームのテーマの一部であると考えているとし、「住民にジョイを摂取させる社会と、それを拒否し戦う」という同作の物語はオルダス・ハクスリーの『すばらしい新世界』やテリー・ギリアムの『未来世紀ブラジル』といった作品に通じるものと主張している。Compulsion Gamesは、オーストラリアのKickstarter支援者にもレーティングを得られない場合に払い戻しを提供する用意があると述べた。オーストラリア等級審査委員会は販売禁止措置に対する不服申し立てを受けて再審査を行うことになり、「この再審査の当事者」としての参加を望む者からの提案を公的に募集すると明らかにしている。委員会は再審査の末、7月3日にWe Happy Fewをインタラクティブなドラッグの服用が大きな影響をもっていることから、「R18+」分類に認定したことを発表し、これによりオーストラリア国内での販売が可能になった。
完全版は2018年8月10日にMicrosoft Windows、PlayStation 4、Xbox One向けにリリースされた。2018年11月27日、ダークホースコミックスは192ページの本『The Art of We Happy Few』を出版した。

## 評価
レビュー収集サイトのMetacriticによると、We Happy Fewは「賛否両論または平均的な」レビューを得た。
レビュアーは、本作が何年も前から早期アクセスであったにもかかわらず、バグや問題が多かったことを強調した。ジム・スターリングは本作を「つまらない壊れた失敗作」と呼び、リコールすべきと提案した。同作のクラウドファンディング段階でゲームのマイナーなナレーションの仕事をしていたスターリングは、最終版と「最も緩い関連性があること」に対する恥ずかしさを述べた。
Zero Punctuationのベン「ヤッツィー」・クロショーは2018年のワーストゲームTOP5リストの第4位に本作を挙げた。
| 年   | 賞                                                    | カテゴリー                      | 結果       | 参照          |
| ---- | ----------------------------------------------------- | ------------------------------- | ---------- | ------------- |
| 2016 | Game Critics Awards                                   | Best Original Game              | ノミネート | [ 48 ]        |
| 2016 | Game Critics Awards                                   | Best Independent Game           | ノミネート | [ 48 ]        |
| 2018 | Golden Joystick Awards                                | Best Visual Design              | ノミネート | [ 49 ] [ 50 ] |
| 2019 | National Academy of Video Game Trade Reviewers Awards | Art Direction, Period Influence | ノミネート | [ 51 ]        |
| 2019 | National Academy of Video Game Trade Reviewers Awards | Use of Sound, New IP            | ノミネート | [ 51 ]        |
| 2019 | 2019 Webby Awards                                     | Best Writing                    | 受賞       | [ 52 ]        |

## 映画化
2017年3月、Gold Circle Filmsは、Compulsion Gamesおよびdj2 Entertainmentと提携して、本作の長編映画化計画を発表した。